# АК-74
АК-74 (рос. Автомат Калашникова образца 1974 года, досл. «Автомат Калашникова зразка 1974 року») — автоматичний карабін, розроблений конструктором стрілецької зброї Михайлом Калашниковим у 1974 році. Хоча в основному асоціюється з Радянським Союзом, він використовується багатьма країнами з 1970-х років. Створений під патрон 5,45×39 мм, який замінив для радянських збройних сил патрон 7,62×39 мм попереднього автоматичного карабіна Калашникова. Є подальшим розвитком АКМ.
Карабін вперше було використано радянськими військами під час конфлікту в Афганістані у 1979 році. Глава афганського бюро Міжвідомчої розвідки, розвідувального агентства Пакистану, заявив, що Центральне розвідувальне управління США заплатило 5000 доларів за перший АК-74, захоплений афганськими моджахедами під час радянсько-афганської війни.
Станом на 2021 рік, даний карабін використовують більшість країн колишнього Радянського Союзу. Ліцензійні копії випускалися в Болгарії (АК-74, АКС-74 і АКС-74У), а також у колишній Східній Німеччині (МПі-АК-74Н, МПі-АКС-74Н, МПі-АКС-74НК).

## Історія
Автомат АК-74 для набою 5,45×39 мм розроблено у 1970 р. Прийнято на озброєння армії СРСР в 1974 році. Є модернізованою версією АКМ, який у 1959 р. змінив модель АК-47. Прийнято на озброєння у 1976 р. Основна відмінність — менший калібр і новий масивний дульний компенсатор, завдяки чому зросла купчастість і точність зброї, особливо під час швидкої стрільби.

## Порядок неповного розбирання
1. Від'єднати магазин.
2. Перевірити, чи нема патрона в патроннику, для чого відпустити запобіжник униз, поставивши його в положення «АВ» або «ОД», відвести за рукоятку затворну раму назад, оглянути патронник, відпустити рукоятку затворної рами і спустити курок з бойового зводу.
3. Вийняти пенал приладдя з гнізда приклада.
4. Витягнути шомпол
5. Від'єднати дулове гальмо-компенсатор
6. Від'єднати кришку ствольної коробки
7. Від'єднати зворотний механізм
8. Від'єднати затворну раму із затвором
9. Від'єднати затвор від затворної рами
10. Від'єднати газову трубку зі ствольною накладкою

## Варіанти

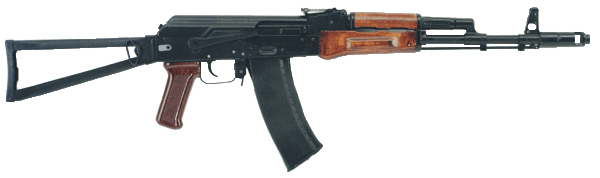
АКС-74 із металевим прикладом.

- АК-74 — 5,45-мм автомат Калашникова зразка 1974 року.
  - АК-74Н — 5,45-мм автомат Калашникова зразка 1974 року із планкою для кріплення прицілу нічного бачення НСПУ
  - АК-74Н2 — 5,45-мм автомат Калашникова зразка 1974 року із планкою для кріплення прицілу нічного бачення НСПУМ
- АКС-74 — 5,45-мм автомат Калашникова зразка 1974 року із складаним прикладом

- - АКС-74Н — 5,45-мм автомат Калашникова зразка 1974 року із складаним прикладом і планкою для кріплення прицілу нічного бачення НСПУ
  - АКС-74Н2 — 5,45-мм автомат Калашникова зразка 1974 року із складаним прикладом і планкою для кріплення прицілу нічного бачення НСПУМ
  - АКС-74У — 5,45-мм автомат Калашникова зразка 1974 року із складним прикладом і скороченою довжиною ствола.

## Подальший розвиток
В середині 90-х років автомат модернізували, він став називатися АК-74М (модифікований). Цей автомат увібрав у себе функціональність всіх варіантів автоматів АК-74. Крім того, дещо раніше був розроблений автомат АКС-74У, що відрізнявся значно меншими габаритами. Також на базі АК-74М була створена «сота серія» АК, з використанням різних калібрів, залежно від моделі. Також окремо було створено АК-107 зі збалансованою автоматикою, аналогічною в АЕК-971.

## Країни-оператори

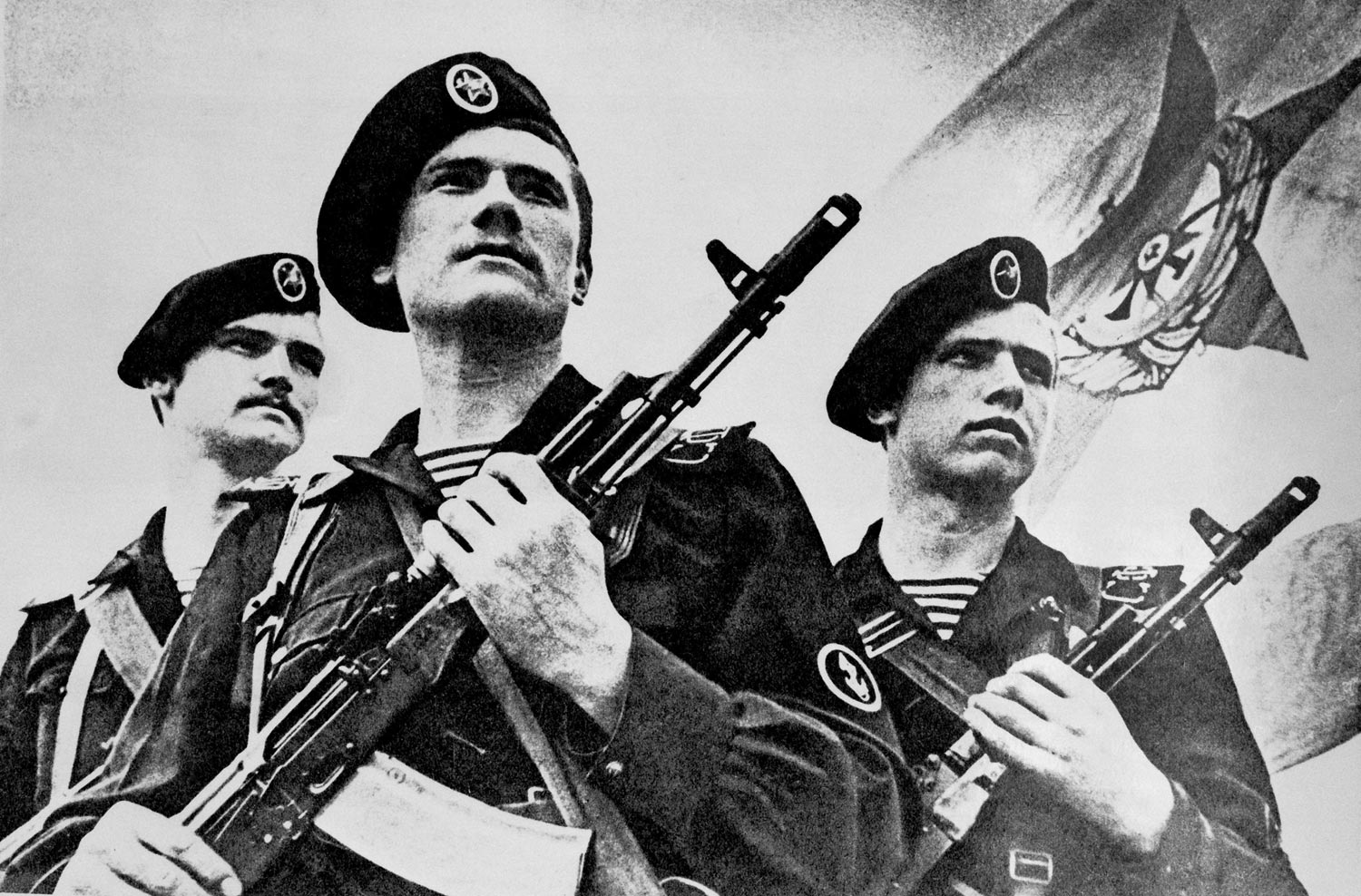
Радянські морські піхотинці з АК-74.

- Азербайджан:[8] У 2010 році Росія та Азербайджан уклали контракт на організацію ліцензійного виробництва модернізованих автоматів АК-74М в Азербайджані.
- Афганістан[8]
- Білорусь[8]
- Болгарія:[8] AR-M1 (різновид АК-74) і АКС-74У виготовляються у невеликій кількості.
- Вірменія:[8] В наш час[коли?] AK74 та AK74M використовуються як основні автомати Збройних сил Вірменії.
- Грузія:[8] АК-74М і M4A1 є основними автоматами Збройних сил Грузії.
- Естонія[8]
- Йорданія[8]
- Казахстан[8]
- Киргизстан[8]
- Північна Корея:[9] Копії АК-74 та АКС-74 під назвою Type 98 і Type 98-1 відповідно.
- Молдова[8]
- Монголія[8]
- Польща: Kbk wz. 1988 Tantal вироблявся у невеликій кількості до 2005 року. Більшість була продана до Іраку.[1]
- Росія: AK-74М в цей час[коли?] — основний автомат ЗС РФ.
- Румунія: Виготовляються у невеликій кількості.[1]
- Таджикистан[8]
- Туркменістан[8]
- Узбекистан[8]
- Україна[8]
- НДР: Розроблялись та були на озброєнні копії АК-74, АКС-74 и АКС-74У під назвою MPi-AK-74N, MPi-AKS-74N та MPi-AKS-74NK відповідно.
- СРСР: Перші автомати використовувались у війні в Афганістані.

## АК-74 в масовій культурі

### В кінематографі
В українських і російських фільмах АК-74 часто з'являється як зброя українських, російських або радянських військовослужбовців чи спецпризначенців.
- 9 рота
- Кіборги
- Оселя зла: Прокляття — використовують солдати збройних сил Східно-Слов'янської Республіки
- Оселя зла: Відплата — використовують зомбі, одягнені у форму радянських солдатів.
- Захисники — використовують клони Августа Куратова

### У відеоіграх
- Payday 2 — АКС-74 у грі називається Гвинтівка АК (англ. AK Rifle). Шляхом встановлення дерев'яного прикладу перетворюється на АК-74,а якщо до прикладу додати короткий ствол — на АК-105.
- Resident Evil 5 — використовують заражені солдати. На ствольних коробках їхніх автоматів встановлені ЛЦУ. АК-74 є найпотужнішим автоматом у грі.
- Counter-Strike: Global Offensive — можливість придбати автомат надається під час гри за команду "терористів". Вважається сильною зброєю, для володіння якою потрібні певні навички.